# Ростовська область
Росто́вська о́бласть (рос. Росто́вская о́бласть) — суб'єкт Російської Федерації в складі Південного федерального округу. Утворена 13 вересня 1937 року виділенням з Азово-Чорноморського краю.

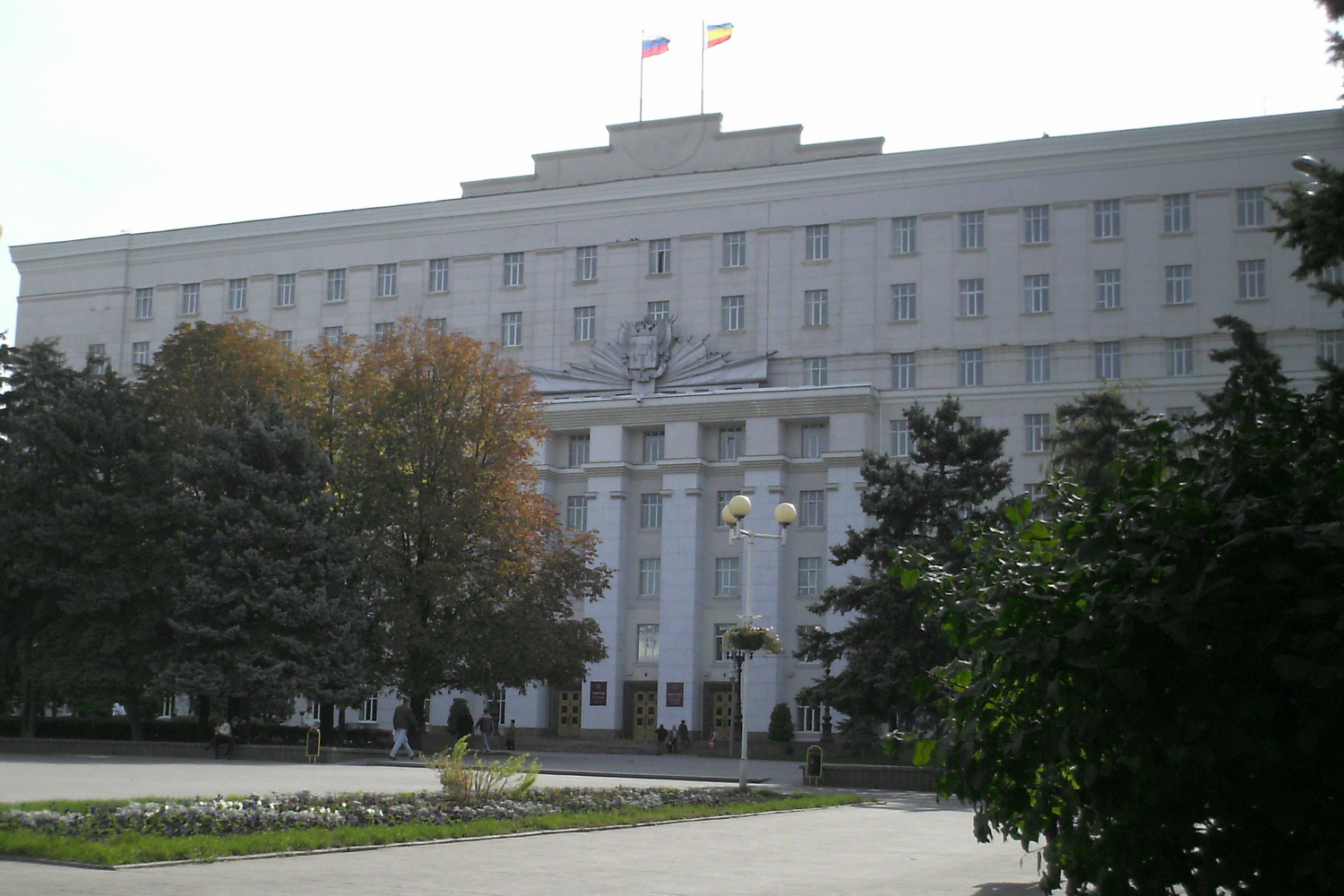
Будівля адміністрації

Область має кордон на заході з Україною, на сході межує з Волгоградською областю, на півночі — з Воронезькою, на півдні — з Краснодарським і Ставропольським краями, Республікою Калмикія.
Адміністративний центр — місто Ростов-на-Дону (населення понад 1 млн осіб), великий промисловий, культурний і науковий центр, річковий порт, важливий транспортний вузол, з 2002 столиця Південного федерального округу.

## Географія
На території області тече одна з найбільших річок Європи — Дон (довжина 2 тисячі км), розташовано Цимлянське водосховище (об'єм 24 млрд м²). Судноплавні основні притоки Дону: річки Сіверський Донець і Манич.

## Природа
- Докладніше дивіться Флора Ростовської області і Фауна Ростовської області.

## Історія
13 вересня 1937 постановою ВЦВК Азово-Чорноморський край був розділений на Краснодарський край з центром у м. Краснодарі і Ростовську область з центром у м. Ростові-на-Дону.

### Керівники області

#### Голови обласного виконавчого комітету Ростовської області
- Кольцов Федір Андрійович вересень — жовтень 1937
- Муравйов Петро Іванович жовтень 1937 — грудень 1938
- Руденко Леонід Георгійович грудень 1938 — січень 1940 (в.о.), січень 1940 — березень 1941
- Мотінов Матвій Васильович березень 1941 — квітень 1943
- Кіпаренко Іван Полікарпович квітень 1943 — грудень 1948
- Пастушенко Петро Микитович грудень 1948 — червень 1950
- Добринін Григорій Прокопович червень 1950 — січень 1952
- Гриценко Олександр Васильович січень 1952 — лютий 1954
- Федченко Іван Андрійович лютий 1954 — квітень 1955
- Басов Олександр Васильович квітень 1955 — липень 1960
- Пузиков Сергій Тимофійович липень — грудень 1960
- Замєтін Іван Ілліч грудень 1960 — грудень 1962
- Замєтін Іван Ілліч (сільський) грудень 1962 — грудень 1964
- Біткин Сергій Олексійович (промисловий) грудень 1962 — грудень 1964
- Бондаренко Іван Панасович 29 грудня 1964 — листопад 1966
- Мазовка Володимир Пилипович листопад 1966 — 25 вересня 1970
- Сабанєєв Станіслав Миколайович 25 вересня 1970 — 24 липня 1979
- Іваницький Микола Михайлович 24 липня 1979 — 15 жовтня 1984
- Володін Борис Михайлович 15 жовтня 1984 — 14 лютого 1986
- Пивоваров Микола Дмитрович 14 лютого 1986 — серпень 1989
- Іванченко Леонід Андрійович серпень 1989 — березень 1990
- Бородаєв Віктор Васильович 30 березня 1990 — 24 серпня 1991

#### Губернатори (Глави адміністрації) Ростовської області
- Чуб Володимир Федорович (8 жовтня 1991 — 14 червня 2010)
- Голубєв Василь Юрійович (14 червня 2010-2024)

## Адміністративно-територіальний поділ
До складу Ростовської області входять 463 муніципальних утворення, у тому числі:
- 12 міських округів,
- 43 муніципальних райони; до складу муніципальних районів входять:

- 18 міських поселень,
- 390 сільських поселень.

### Міські округи
| № п/п | Міський округ         | ЗКАТУ  |
| ----- | --------------------- | ------ |
| 1     | Ростов-на-Дону        | 60 401 |
| 2     | Азов                  | 60 404 |
| 3     | Батайськ              | 60 407 |
| 4     | Волгодонськ           | 60 412 |
| 5     | Гуково                | 60 415 |
| 6     | Донецьк               | 60 417 |
| 7     | Звірево               | 60 418 |
| 8     | Кам'янськ-Шахтинський | 60 419 |
| 9     | Новочеркаськ          | 60 427 |
| 10    | Новошахтинськ         | 60 430 |
| 11    | Таганрог              | 60 437 |
| 12    | Шахти                 | 60 440 |

### Муніципальні райони
| № п/п | Муніципальний район     | ОКАТО      | Адміністративний центр         |
| ----- | ----------------------- | ---------- | ------------------------------ |
| 1     | Азовський               | 60 201 000 | місто Азов                     |
| 2     | Аксайський              | 60 201 001 | місто Аксай                    |
| 3     | Багаєвський             | 60 205 000 | станиця Багаєвська             |
| 4     | Білокалитвинський       | 60 206 000 | місто Біла Калитва             |
| 5     | Боковський              | 60 207 000 | станиця Боковська              |
| 6     | Верхньодонський         | 60 208 000 | станиця Казанська              |
| 7     | Веселівський            | 60 209 000 | селище Веселий                 |
| 8     | Волгодонський           | 60 212 000 | станиця Романовська            |
| 9     | Дубовський              | 60 213 000 | село Дубовське                 |
| 10    | Єгорлицький             | 60 215 000 | станиця Єгорлицька             |
| 11    | Завітинський            | 60 217 000 | село Завітне                   |
| 12    | Зерноградський          | 60 218 000 | місто Зерноград                |
| 13    | Зимовніківський         | 60 219 000 | селище Зимовніки               |
| 14    | Кагальницький           | 60 222 000 | станиця Кагальницька           |
| 15    | Кам'янський             | 60 223 000 | смт Глибокий                   |
| 16    | Кашарський              | 60 224 000 | слобода Кашари                 |
| 17    | Константиновський       | 60 225 000 | місто Константиновськ          |
| 18    | Красносулінський        | 60 226 000 | місто Красний Сулін            |
| 19    | Куйбишевський           | 60 227 000 | село Куйбишево                 |
| 20    | Мартиновський           | 60 230 000 | слобода Велика Мартиновка      |
| 21    | Матвієво-Курганський    | 60 231 000 | селище Матвієв Курган          |
| 22    | Міллеровський           | 60 232 000 | місто Міллерово                |
| 23    | Мілютінський            | 60 233 000 | станиця Мілютінська            |
| 24    | Морозовський            | 60 234 000 | місто Морозовськ               |
| 25    | М'ясниковський          | 60 235 000 | село Чалтир                    |
| 26    | Некліновський           | 60 236 000 | село Покровське                |
| 27    | Облівський              | 60 240 000 | станиця Облівська              |
| 28    | Октябрський             | 60 241 000 | смт Каменоломні                |
| 29    | Орловський              | 60 242 000 | селище Орловський              |
| 30    | Піщанокопський          | 60 244 000 | село Піщанокопське             |
| 31    | Пролетарський           | 60 245 000 | місто Пролетарськ              |
| 32    | Ремонтненський          | 60 247 000 | село Ремонтне                  |
| 33    | Родіоново-Несветайський | 60 248 000 | слобода Родіоново-Несвітайська |
| 34    | Сальський               | 60 250 000 | місто Сальськ                  |
| 35    | Семикаракорський        | 60 251 000 | місто Семикаракорськ           |
| 36    | Совєтський              | 60 252 000 | станиця Совєтська              |
| 37    | Тарасовський            | 60 253 000 | селище Тарасовський            |
| 38    | Тацинський              | 60 254 000 | станиця Тацинська              |
| 39    | Усть-Донецький          | 60 255 000 | смт Усть-Донецький             |
| 40    | Цілинський              | 60 256 000 | селище Цілина                  |
| 41    | Цимлянський             | 60 257 000 | місто Цимлянськ                |
| 42    | Чертковський            | 60 258 000 | селище Чертково                |
| 43    | Шолоховський            | 60 211 000 | станиця Вешенська              |

## Населення
Чисельність населення області за даними Росстату становить 4 254 613 чол. (2013). Щільність населення — 42,14 чол./км² (2013). Міське населення — 67,65 % (2013).

### Зміна чисельності населення
Все і міське населення (його частка) за даними всесоюзних і всеросійських переписів:

### Національний склад
Населення — 4334,4 тис. осіб (2005, 4404,0 тис. в 2002), щільність населення — 43,0 осіб/км² (2005), питома вага міського населення — 66,7 % (2005).
Більшість населення становлять росіяни (89,3 %). Також у краї проживають українці 2,7 %, вірмени (2,5 %, більшість у М'ясниковському районі й Ростові-на-Дону), а також представники багатьох інших народів.
За працею російського військового статистика Олександра Ріттіха «Племенной состав контингентов русской армии и мужского населения Европейской России» 1875 року частка українців серед чоловіків призовного віку повіту становила 31,19 %, росіян — 66,32 %
| Народ                                          | Чисельність, 2002, тис. | Чисельність, 2010, тис. |
| ---------------------------------------------- | ----------------------- | ----------------------- |
| Росіяни i Козаки                               | 3 934,8 (89,3 %)        | 3 795,6 (90,3 %)        |
| Вірмени                                        | 110,0 (2,5 %)           | 110,7 (2,6 %)           |
| Українці                                       | 118,5 (2,7 %)           | 77,8 (1,9 %)            |
| Турки                                          | 28,3 (0,6 %)            | 35,9 (0,9 %)            |
| Азербайджанці                                  | 16,5 (0,4 %)            | 17,9 (0,4 %)            |
| Цигани                                         | 15,1 (0,34 %)           | 16,7 (0,4 %)            |
| Білоруси                                       | 26,6 (0,6 %)            | 16,5 (0,4 %)            |
| Татари                                         | 17,9 (0,4 %)            | 13,9 (0,3 %)            |
| Чеченці                                        | 15,4 (0,35 %)           | 11,4 (0,3 %)            |
| Корейці                                        | 11,7 (0,3 %)            | 11,6 (0,3 %)            |
| Даргінці                                       | 6,7 (0,15 %)            | 8,3 (0,2 %)             |
| Грузини                                        | 10,6 (0,2 %)            | 8,3 (0,2 %)             |
| показані народи з чисельністю понад 3 000 осіб |                         |                         |

Національний склад по районам за 2010 рік:
|                               | росіяни | вірмени | українці | турки |
| ----------------------------- | ------- | ------- | -------- | ----- |
| м. Ростов-на-Дону             | 90,1    | 3,9     | 1,5      | 0,0   |
| м. Азов                       | 95,4    | 1,2     | 1,4      | 0,0   |
| м. Батайськ                   | 90,6    | 2,5     | 1,5      | 0,1   |
| м. Волгодонськ                | 92,7    | 0,6     | 2,8      | 0,1   |
| м. Гуково                     | 93,3    | 1,0     | 3,0      | 0,0   |
| м. Донецьк                    | 93,9    | 0,4     | 3,4      | -     |
| м. Звірево                    | 92,4    | 1,4     | 2,1      | 0,0   |
| м. Кам'янськ-Шахтинський      | 94,8    | 0,9     | 1,7      | 0,0   |
| м. Новочеркаськ               | 93,8    | 1,6     | 1,7      | 0,0   |
| м. Новошахтинськ              | 94,7    | 0,8     | 1,6      | -     |
| м. Таганрог                   | 93,1    | 1,2     | 2,9      | 0,0   |
| м. Шахти                      | 94,1    | 1,8     | 3,3      | 0,0   |
| Азовський район               | 89,6    | 2,1     | 1,4      | 1,6   |
| Аксайський район              | 89,6    | 2,9     | 1,8      | 0,1   |
| Багаєвський район             | 80,8    | 2,0     | 2,7      | 9,4   |
| Білокалитвинський район       | 94,7    | 0,9     | 1,7      | 0,0   |
| Боковський район              | 92,1    | 1,1     | 1,0      | -     |
| Верхньодонський район         | 97,2    | 0,3     | 0,6      | -     |
| Веселівський район            | 80,2    | 2,2     | 4,8      | 3,1   |
| Волгодонський район           | 76,1    | 0,8     | 5,0      | 10,8  |
| Дубовський район              | 78,9    | 2,0     | 1,5      | 0,3   |
| Єгорлицький район             | 80,6    | 8,5     | 1,7      | 4,1   |
| Завітинський район            | 80,4    | 0,4     | 1,0      | -     |
| Зерноградський район          | 90,5    | 1,8     | 2,1      | 1,7   |
| Зимновікінський район         | 77,4    | 0,9     | 1,1      | 5,2   |
| Кагальницький район           | 90,4    | 3,9     | 1,4      | -     |
| Каменський район              | 94,7    | 0,9     | 1,1      | 0,0   |
| Кашарський район              | 95,3    | 0,2     | 1,7      | 0,0   |
| Костантиновський район        | 92,9    | 1,6     | 1,5      | 0,4   |
| Красносулінський район        | 94,8    | 1,2     | 1,3      | 0,0   |
| Куйбишевський район           | 88,1    | 2,1     | 6,4      | 0,2   |
| Мартиновський район           | 66,0    | 1,3     | 3,3      | 21,5  |
| Матвєєво-Курганський район    | 89,6    | 3,0     | 2,9      | 0,0   |
| Міллеровський район           | 94,2    | 0,7     | 1,7      | 0,8   |
| Мілютінський район            | 93,5    | 0,4     | 1,8      | -     |
| Морозовський район            | 88,9    | 1,5     | 2,2      | 1,2   |
| М'ясниковський район          | 39,3    | 56,4    | 1,6      | 0,0   |
| Неклиновський район           | 92,0    | 2,1     | 2,6      | 0,2   |
| Обливський район              | 88,9    | 0,8     | 1,1      | -     |
| Октябрський район             | 93,0    | 1,8     | 1,4      | 0,2   |
| Орловський район              | 89,3    | 1,3     | 1,0      | 0,2   |
| Піщанокопський район          | 92,4    | 2,6     | 1,0      | 0,2   |
| Пролетарський район           | 85,3    | 0,9     | 1,2      | 1,7   |
| Ремонтневський район          | 77,9    | 0,4     | 1,2      | 0,0   |
| Родіоново-Несветайський район | 89,7    | 4,0     | 2,0      | 0,6   |
| Сальський район               | 87,1    | 1,2     | 1,3      | 6,1   |
| Семикаракорський район        | 84,7    | 1,2     | 2,5      | 5,9   |
| Совєтський район              | 89,7    | 1,0     | 1,1      | -     |
| Тарасовський район            | 93,1    | 1,0     | 2,8      | -     |
| Тацинський район              | 92,7    | 1,1     | 1,5      | 0,0   |
| Усть-Донецький район          | 95,8    | 1,2     | 1,6      | 0,1   |
| Цілинський район              | 85,1    | 2,9     | 1,4      | 4,6   |
| Цимлянський район             | 91,4    | 0,9     | 1,9      | 0,5   |
| Чертковський район            | 92,6    | 0,8     | 4,0      | -     |
| Шолоховський район            | 96,1    | 0,4     | 1,1      | 0,0   |
| Ростовська область            | 90,3    | 2,6     | 1,9      | 0,9   |

## Економіка
У підсумковому рейтингу соціально-економічного розвитку мінекономрозвитку Російської Федерації Ростовська область займає 39 місце. Регіон перемістився на 8 позицій вгору в порівнянні з минулим роком.
За даними Ростовстату, за січень-листопада 2011 р. індекс виробництва в Ростовській області склав 109,4 %, у той час як середній загальноросійський показник злегка перевищує 105 %. 108,7 % склав індекс виробництва обробного сектора. Показники обсягу введення багатоквартирного житлового будівництва збільшилися на 22 % по відношенню до періоду січня-листопада 2010 року. За підсумками року в регіоні вироблено сільгосппродукції на 140 млрд рублів, індекс виробництва склав 111,5 %.
У 2011 році до 2010 року ВРП в області зріс на 7,2 %. Індекс промвиробництва області в 2011 році склав 110,3 % до попереднього.
Ростовська область планує у 2012 році збільшити обсяг валового регіонального продукту в порівнянні з 2011 роком на 6,4 %. У сфері сільського господарства область має намір досягти приросту валової продукції не менше ніж на 2,5 %.

### Промисловість
На території області розвинені аграрна промисловість, харчово-переробна промисловість, важке й сільськогосподарське машинобудування, вугільна промисловість, автомобілебудування.
Мінеральна сировина включає групу паливно-енергетичних ресурсів, серед них — кам'яне вугілля Східного Донбасу, особливо антрацит, найкращий у світі по калорійності. Розробляються родовища нерудної сировини для металургії й виробництва будівельних матеріалів. Розвідані запаси газу оцінюються в 56,2 млрд м³. Лісовий фонд області незначний, представлено на 2,8 % території здебільшого лісами, що виконують водоохоронні й захисні функції.

### Сільське господарство

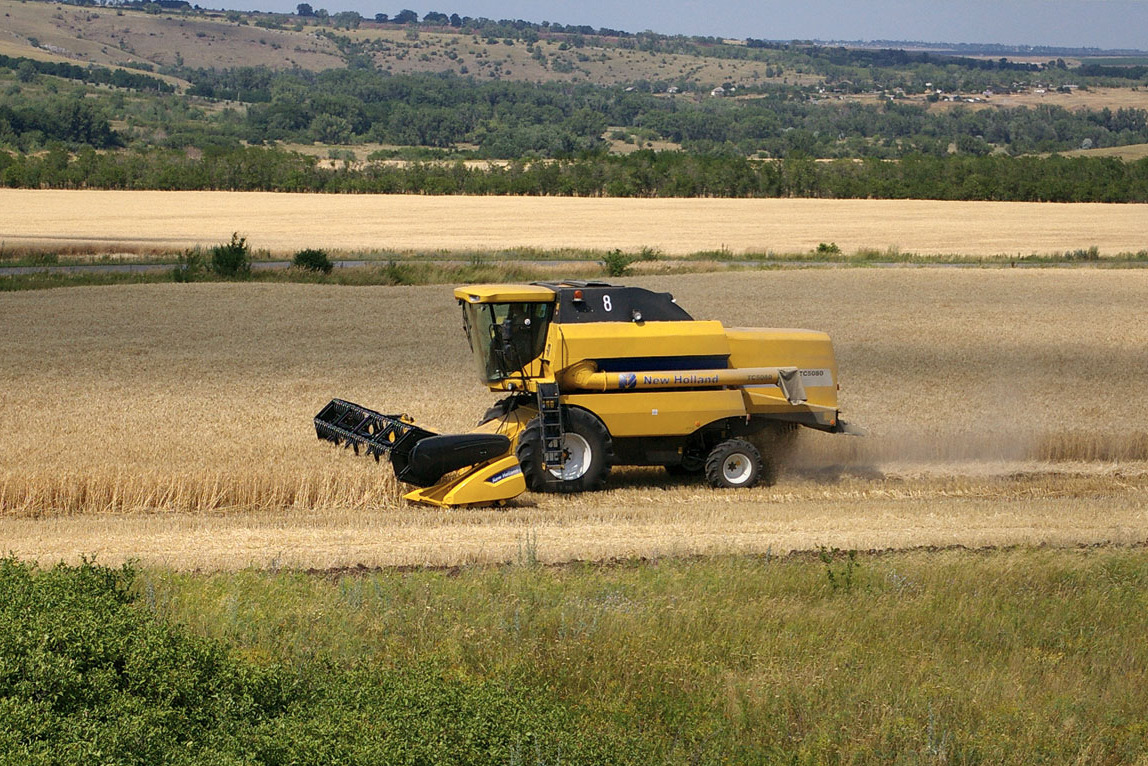
Прибирання пшениці під Білою Калитвою

Головне багатство області — її ґрунтові ресурси. У загальній структурі землі чорноземи становлять майже 65 %.
Більше 60 % валової продукції сільського господарства області виробляється у рослинництві. Першорядне значення в його структурі має зернове господарство, під яким зайнято близько половини посівних площ. Головна зернова культура — озима пшениця. Широко поширені посіви кукурудзи, рису, проса, гречки та інших круп'яних культур, сої.
Провідною технічною культурою є соняшник. На промисловій основі створено садівництво та виноградарство. Великі площі зайняті під овочівництво.
У тваринництві господарства області спеціалізуються по наступних напрямах — молочному і м'ясному скотарству, вівчарства, конярства та птахівництва.

## Освіта

### Наукові та вищі навчальні заклади

#### У Ростові-на-Дону
- Південний федеральний університет (ПФУ)
- Південний науковий центр РАН (ЮНЦ РАН)
- Ростовський державний медичний університет (РГМУ)
- Ростовська державна консерваторія ім. С. В. Рахманінова (РГК)
- Ростовський державний університет шляхів сполучення (РГУПС)
- Північно-Кавказький науковий центр вищої школи (СКНЦ ВШ)
- Російська академія народного господарства та державної служби при Президентові Російської Федерації (Південноросійський інститут-філія). Колишній СКАГС
- Донський державний технічний університет (ДДТУ)
- Ростовський державний будівельний університет (РГСУ)
- Ростовський державний економічний університет (РГЕУ)
- Ростовський юридичний інститут МВС Росії
- Ростовська державна академія сільськогосподарського машинобудування (РГАСМ)
- Ростовський військовий інститут Ракетних військ ім. гл. маршала артилерії Нєдєліна М. І.
- Ростовський юридичний інститут Російської правової академії міністерства юстиції Російської Федерації (Рюі РПА МЮ РФ)
- Ростовський соціально-економічний інститут
- Інститут Управління Бізнесу та Права (ІУБіП)
- Ростовське художнє училище ім. М. Б. Грекова
- Ростовське єпархіальне духовне училище
- Філія Морський державної академії ім. адмірала Ф. Ф. Ушакова
- Філія Московського державного університету технологій і управління ім. К. Г. Розумовського (Мгут)

#### В інших містах області
- Південно-Російський державний технічний університет (ЮРГТУ, Новочеркаськ)
- Новочеркаська державна меліоративна академія (НГМА, Новочеркаськ)
- Донський державний аграрний університет (ДонГАУ, Персіановка)
- Технологічний інститут ЮФУ у м. Таганрозі (ТТІ ПФУ, Таганрог)
- Таганрозький державний педагогічний інститут (ТГПИ, Таганрог)
- Таганрозький інститут управління та економіки (ТІУіЕ, Таганрог)
- Азово-Чорноморська державна аграрно-інженерна академія (АЧГАА, Зерноград)
- Південно-Російський державний університет економіки і сервісу (ЮРГУЕС, Шахти)
- Новочеркаський військовий інститут зв'язку (НВІС, Новочеркаськ)
- Північно-Кавказький філія московського технічного університету зв'язку та інформатики
- Зерноградська філія ПФУ (ЗФ ПФУ, Зерноград)
- Зерноградська філія Таганрозького державного педагогічного інституту (ЗФ ТГПИ, Зерноград)
- Матвєєва-Курганська філія Ростовського державного економічного університету "РІНХ" (Філія ГОУ ВПО РГЕУ «РІНХ» у п. Матвєєв Курган)

#### Філії
- Ростовський філія Московського державного університету технологій і управління
- Ростовський філія Російська Академія Правосуддя
- Ростовський філія Російського торгово-економічного університету
- Ростовський філія Московського державного технічного університету цивільної авіації
- Ростовський філія Санкт-Петербурзький державний університет культури і мистецтв
- Ростовський філія Російської митної академії
- Ростовський філія Московської Фінакадемії
- Волгодонський інженерно-технічний інститут (філія) Національного дослідницького ядерного університету «Московський інженерно-фізичний інститут» (МІФІ)
- Ростовський інститут кооперації Бєлгородський університет кооперації, економіки і права

## Пам'ятки

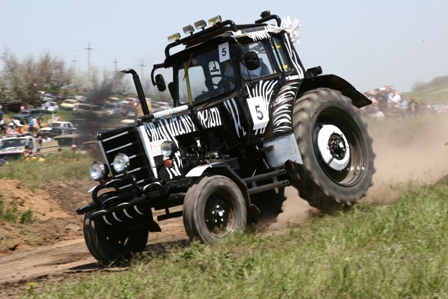

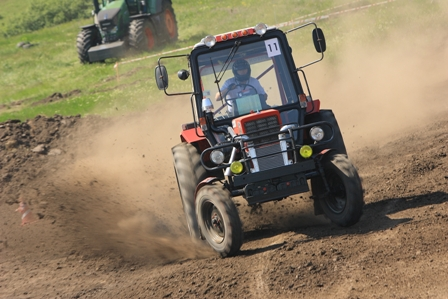

З 2002 року в Ростовській області проходять єдині в країні перегони на тракторах «Бізон-Трек-Шоу». У унікальних змаганнях беруть участь механізатори сільгосппідприємств з Росії та зарубіжжя. За минуле час гонки на тракторах стали справжнім спортивним святом працівників сільського господарства.

## Музеї

### У Ростові-на-Дону
- Ростовський обласний музей краєзнавства
- Ростовський обласний музей образотворчих мистецтв
- Музей сучасного образотворчого мистецтва на Дмитрівській
- Музей російсько-вірменської дружби
- Ростовський музей залізничної техніки
- Центр сучасного мистецтва «Тютюнова фабрика»

### В інших містах області
- Археологічний музей-заповідник «Танаїс», Недвіговка
- Аксайський військово-історичний музей, Аксай
- Таганрозький військово-історичний музей
- Таганрозький художній музей
- Таганрозький музей авіаційної техніки
- Музей містобудування та побуту, Таганрог
- Музей "Будиночок А. П. Чехова ", Таганрог
- Музей «Лавка Чехових», Таганрог
- Будинок Чайковського, Таганрог
- Палац імператора Олександра Першого, Таганрог
- Історико-Краєзнавчий музей (Палац Алфераки), Таганрог
- Новочеркаський музей історії донського козацтва